# Gerely Miklós
Gerely Miklós (Nicolas Gerey; Budapest, 1965. december 27. –) nemzetközileg ismert pantomiművész, színész oktató, hipnoterapeuta. Jelenleg Ausztráliában, Melbourne-ben él.
Ennek a furcsa kombinációnak (pantomim és hipnózis) köszönhetően Miklós kidolgozta saját, az érzelmek természetes módon történő kifejezésén alapuló színész technikai módszerét, Linkage Technique néven. Jelenlegi kutatási területe a hipnózis és színjáték összekapcsolásának lehetőségei, valamint általánosságban a tehetség és hipnotikus állapotok közötti összefüggések vizsgálata.

## Tanulmányok
Gyermekkorát a XII. kerületben töltötte. Rögtön az általános iskola (Mártonhegyi úti Általános iskola, ma Tamási Áron Általános Iskola és Német Két Tannyelvű Nemzetiségi Gimnázium Archiválva 2014. január 12-i dátummal a Wayback Machine-ben) befejezése után elkezdett fiatalabb gyerekeket tanítani és programokat, nyári-téli táborokat szervezni nekik.

### Középiskola
Középiskolai tanulmányait a Pesti Barnabás Élelmiszeripari Szakközépiskola Tejipari tejtermékgyártó szakán végezte, meglehetősen rossz eredménnyel.
Közben folytatta Ifivezetői tevékenységét, a XII. kerület Ifivezetői Szakbizottságának vezetője lett. Tagja volt a középiskola akkoriban híres, sok versenyt nyert színjátszókörének, a Jibrakinak.
17 évesen, 1983 tavaszán látta először színpadon a kor egyik legismertebb, legjelentősebb pantomim csapatát, a Karsai Pantomim Rt.-t, és azonnal beleszeretett a műfajba. Még ugyanazon év szeptemberében megkezdte tanulmányait Karsai János Archiválva 2014. január 12-i dátummal a Wayback Machine-ben pantomim iskolájában.
Annyira tehetségesnek bizonyult, hogy mestere alig két év után felkérte, hogy legyen professzionális társulata tagja. A hivatalos állami előadóművészi működési engedély megszerzése után Miklós csatlakozott a társulathoz. Kezdetben négyen, Síry János kiválása után hárman – Karai János, Karsai Gizella és Gerely Miklós – járták az országot és Európát egészen 1992-ig, a társulat megszűnéséig.

### Főiskola
Reménytelenül rossz tanulmányi eredményei ellenére végül kiemelkedően jól érettségizett, és szintén dicséretes felvételi eredménnyel (112 pont az akkoriban lehetséges 120-ból) rögtön felvételt nyert a Budapesti Tanítóképző Főiskolára, ahol Testnevelés szakon végzett.
A főiskolai évek alatt is folytatta Ifivezetői tevékenységét, összesen mintegy 50 gyermektábor megszervezésében és levezetésében, és megszámlálhatatlan egyéb programban részt véve.

## Karsai Rt.[1]
Mind e közben a Karsai Rt.-vel is turnézott, és fellépett a Vígszínházban, később, annak rekonstrukciója alatt a József Attila Színházban.
Rendszeresen feltűnt TV produkciókban is.
Többek között:
Pantomim suli 20 epizód
Grüss Dich 15 epizód
Csepke 3 epizód
Szimat Szörény 12 epizód
A világ legrosszabb gyereke
Reklámok stb.
A főiskola zenés színkörének is tagja volt, de csoporttársaival is rendezett előadást.
Nem meglepő, hogy tanulmányai negyedik félévét meg kellett ismételnie, mert számos tárgyból nem volt ideje elmenni levizsgázni.
Végül 1987-ben szerzett diplomát. Nagy tetszést aratott szakdolgozatát Néma színház, szótlan katedra címmel a nonverbális kommunikáció oktatásban betöltött jelentőségéről írta. Még abban az évben, ösztöndíjjal felvételt nyert az Iparművészeti Egyetem Art és Design management szakára.

## Korai karrier
1988-ban felvételt nyert Gór Nagy Mária Színitanodájába, ahol két évet töltött és fontos szerepet vállalt a Tanoda hivatalos iskolává minősítésében.
1993-ban kezdett el a Multi M Stúdió nevű kreatív multimédia cégnek dolgozni (külső szakértőként).
A stúdió multimédiás alkalmazásokat és prezentációkat fejlesztett gyógyszercégek számára.
Miklós itt kiélhette kreativitását. Tucatjával fejlesztett számítógépes kvízjáték koncepciókat, oktató jellegű játékokat és szakorvosokkal szorosan együttműködve szórakoztató kiállítású és látványos tudományos prezentációkat.
Természetesen eközben is rendszeresen fellépett.
Például saját készítésű multimédiás-élő kvízműsorával része volt a MATÁV hatalmas, 23 állomásos, stadionokat megtöltő roadshow-jának.

## Filmjei
- A világ legrosszabb gyereke (1987, tv)
- Szimat Szörény, a szupereb (1988, tv-sorozat)
- Szerelem utolsó vérig (2002)

## Spiritualitás
Különböző, kezdeti spirituális élmények és meditáció után 1992-ben Miklós találkozott Vörös Ákossal Archiválva 2014. január 12-i dátummal a Wayback Machine-ben, aki akkor már hosszú évek óta oktatott jógát, meditációt és vezetett különböző spirituális és önismeret fejlesztő csoportokat.
Ezzel a találkozással kezdődött Miklós útja a tudatalatti megismerése felé.
A következő tíz évben a legkülönbözőbb technikákkal ismerkedett meg és segítségükkel végigjárhatta az elmélyült ön- és emberismerethez vezető, néha fájdalmas utat.
Indián izzasztókunyhó, tűzönjárás, Rebirthing légzés, Megvilágosodás Intenzív, elvonulások, tíznapos böjt, transztánc, és persze rengeteg jóga, chi-kung és meditáció.
Ákosnak köszönhetően ismerkedett meg még 1992 őszén dr. Frank D. Cardell-el, a világot járó trénerrel és oktatóval.
Dr. Cardelle terápiás csoportokat tartott szerte a világon, így Magyarországon is. Miklóst rabul ejtette ezeknek a bentlakásos, többnapos terápiás csoportoknak a dinamikája, a Frank által használt módszerek és terápiás eszközök széles skálája és a generált változások hatékonysága.
Ákos és Frank tréningjeinek hatására 1994-ben Miklós megalapította első cégét Mosolygyár bt. néven, és elkezdett tréningeket szervezni, elsősorban Frank számára.
Az évek során jó barátságba kerültek, Miklós készítette később Frank weboldalát is.
Egy másik meghatározó találkozás a Jola Sigmond-dal (Zsigmond Gyula) való megismerkedés volt.
Gyula, aki akkoriban Svédországban élt, és a svéd Menza (a 142-nél magasabb IQ-val rendelkezők világszervezete) elnöke volt, rendszeresen tartott kreativitás fejlesztő tanfolyamokat Magyarországon. Miklós egy Menza teszt alkalmával találkozott vele először, és rögtön fel is iratkozott következő tanfolyamára.
Gyula programjai merőben eltértek mind Ákos, mind Frank programjaitól, de hasonlóan hatékonyak és lelkesítőek voltak.
Miklós résztvevőből hamarosan Gyula asszisztense lett. Napi szintű barátságuk azóta is tart.

## A hipnózishoz vezető út
Frank munkájától fellelkesülve Miklós érdeklődése egyre inkább az emberi lélek rejtelmei felé fordult, de a pantomimet, a mozgást sem szerette volna feladni. Így talált rá 1995-ben Wilfied Gürtler német pszichológus Integrált Tánc és Mozgásterápia tanfolyamára. 1996-ban kapta meg alap, '97-ben haladó Tánc és Mozgásterapeuta oklevelét.
1997-ben iratkozott be Dr. Bíró Gyula NLP tanfolyamára, ahol először NLP Practitioner, később NLP Master Practitioner oklevelet szerzett.
Ezzel 1998-ban hivatalosan is megkezdte terapeuta tevékenységét. Később Bíró Gyulával közösen is tartott tréningeket.

## A nagy utazás
2003 májusában, épp egy általa szervezett és asszisztált Frank Cardelle tréningen határozta el, hogy kicsit Frank nyomdokaiba lépve elhagyja az országot és kipróbálja magát „a nagyvilágban”.
2003. szeptember 23-án érkezett Új-Zélandra, Christchurch-be, nem egészen alapfokú angol nyelvtudással.
Egy magyar hölgy, Judy Kollar által tulajdonolt magán nyelviskolában kezdett angolul tanulni.
A magas tandíj fejében az iskola körüli munkákat vállalt, festés, kertészkedés, később marketing asszisztensként tanulókat szervezett Magyarországról.
Terápia végzéséhez nem volt még elég a nyelvtudása, de pantomim fellépéseket vállalt.
Többek közt szereplője és koreográfusa volt a híres, sajnos a 2011-es nagy földrengésben elpusztult Court Theatre egy szabadtéri produkciójának, Molière: Botcsinálta doktor című vígjátékának.
Az iskola befejezte után a rendszertelen fellépések mellett takarítóként helyezkedett el, néha két, három helyen is dolgozva.

## A világbajnoki cím
2008-ban Wellingtonba költözött, ahol egy hotel recepcióján dolgozott.
2010-ben benevezett a 14. Előadóművész Világbajnokság Új-zélandi nemzeti válogatójába, ahol hangos közönségsikert aratva beválogatták az Új-Zélandot képviselő 18 művész közé.
Az Előadóművész Világbajnokság (WCOPA) az egyetlen ilyen nemzetközi megmérettetés. Ellentétben a sok nemzeti tehetség show-val, mint az X-faktor, Csillag születik és a többi, a WCOPA egy nemzetközi verseny, ahol mint az Olimpiai játékokon mintegy 50 nemzet képviseletei magát nemzeti válogatottjukkal. Mint az Olimpián, a versenyzők különböző versenyszámokban, előadóművészi kategóriákban indulhatnak, úgymint tánc, színházművészet, ének, hangszer, modellig, varieté. A kategóriákon belül pedig műfaj kategóriák között is válogathatnak (mint a sportban például az úszáson belül a mell-, gyors-, hát- vagy pillangóúszás.)
Így történt, hogy 2010 júliusában Miklós Los Angelesben találta magát, mintegy 700, különböző országból érkezett versenyző társaságában.
A tíz színpadon egy hétig tartó megmérettetés zsűrijét hollywoodi és New York-i talent managerek, rendezők, lemezkiadók és a szórakoztatóipar más fontos szereplői alkották.

### Érem lista
Miklós színházművészet kategóriában indult különböző műfajokban, mindben egy-egy pantomim számot mutatva be, és a következő érmeket kapta:
Kortárs művészet: Bronz érem
Egyéb kategória: Ezüst érem
Dráma kategória: Megosztott Arany érem
Komédia kategória: Világbajnoki cím
Plusz a zsűri szakmai díja.

## Költözés – megint
Nem csoda, hogy néhány ügynökség még ott a helyszínen szerződést ajánlott neki, ám a tárgyalások során kiderült, hogy (lévén a pantomim egy speciális, nem túl populáris művészeti ág) csak képviseletet, biztos munkát nem tudtak ajánlani. Ezért, és a szigorú amerikai emigrációs procedúra miatt Miklós úgy döntött, nem marad Los Angelesben.
Nem sokkal hazaérkezése után azonban megkapta az új-zélandi állampolgárságot, ami egyben ausztráliai örökös tartózkodásra is jogosít, így a hollywoodi ügynökök tanácsát követve 2011 januárjában Melbourne-be költözött.
Itt azonnal munkát kapott Ausztrália egyik legelismertebb filmszínész képző iskolájában, az Ausztrál TV és Film Akadémián (TAFTA) ahol azóta is tanít.

## Hipnózis
Ahogy nyelvtudása ezt lehetővé tette, Miklós belevetette magát a tanulásba. Az NLP mellett most már a hipnózis is érdekelte. Már a wellingtoni évek alatt kezdte egyre mélyebbre ásni magát ebben a tudományban, elolvasva, meghallgatva, megnézve szinte mindent, ami az Interneten elérhető volt Richard Bandler, Igor Ledochowski, Milton Erickson és mások munkáiból.
2011 júliusában kezdte meg hivatalos tanulmányait az Ausztrál Hipnózistudományi Akadémián (The Australian Academy of Hypnotic Science), ahol mindössze két év alatt, 2013 júniusában szerzett Klinikai Hipnoterapeuta diplomát.
Tagja lett az Ausztrál Klinikai Hipnoterapeuták és Pszichológusok Társaságának (AACHP) és az Ausztrál NLP Társaságnak (ABNLP Archiválva 2020. november 27-i dátummal a Wayback Machine-ben).
Tréningeket, tanfolyamokat és csoportterápiát tart Archiválva 2014. január 12-i dátummal a Wayback Machine-ben szakembereknek és laikusoknak.

## Vissza Magyarországra
Miklós 9-12 havonta tölt 6-8 hetet Magyarországon.
Ilyenkor tréningeket és egyéni terápiás foglalkozásokat is tart Archiválva 2014. január 12-i dátummal a Wayback Machine-ben.
Hivatalos magyarországi képviselője az Ausztráliából származó SleepTalk™ Szülőknek módszernek. Az itt kapható könyvet is ő fordította.
Rendszeresen ír az Ezoporta című lapba.
Magyar nyelvű hipnoterápiás audio programokat és oktató videókat fejleszt.

## Kutatási terület
Miklós jelenlegi kutatási területe a művészi tehetség és hipnózis összefüggéseinek feltárása.
Vajon gerjeszthető, fokozható-e a művészi tehetség hipnózis segítségével?
Hogyan alkalmazható a hipnózis a színész oktatásban, énekes vagy zenész képzésben, a képzőművészek képzésében?
A feltárt titkokról és kifejlesztett módszerekről szóló könyve a kutatási periódus lezárta után lesz a boltokban kapható.